# Мольберген
Мольберген (нем. Molbergen) — община в Германии, в земле Нижняя Саксония.
Входит в состав района Клоппенбург. Население составляет 7745 чел. (На 2020 год). Занимает площадь 102,52 км².
Коммуна подразделяется на 6 сельских округов.

Мольберген

| Год  | Население |
| ---- | --------- |
| 1990 | 4777      |
| 1995 | 5772      |
| 2000 | 6797      |
| 2005 | 7733      |
| 2010 | 7587      |